# Battaglia di Tarnopol
La battaglia di Tarnopol (in russo освобождение Тарнополя?, osvoboždenie Tarnopolja, lett. "liberazione di Tarnopol") venne combattuta nella regione e nell'area urbana della città di Tarnopol durante l'offensiva dell'Armata Rossa dell'inverno-primavera 1943-1944, sul Fronte orientale della seconda guerra mondiale.
La città, trasformata in "piazzaforte" (Festung Platz) su ordine diretto di Adolf Hitler, venne assediata dal 9 marzo 1944 dalle truppe sovietiche impegnate nella grande avanzata dell'offensiva Proskurov-Černovcy; Tarnopol venne strenuamente difesa dalla piccola guarnigione tedesca, mentre dall'esterno il comando della Wehrmacht cercò di correre in aiuto e sbloccare la piazzaforte con l'aiuto di rinforzi corrazzati trasferiti dalla Francia.
I tentativi tedeschi non ebbero successo e Tarnopol, dopo accaniti combattimenti urbani, cadde in mano dell'Armata Rossa il 17 aprile 1944.

## Storia

### L'offensiva invernale sovietica del 1944
All'inizio di marzo 1944 l'Armata Rossa sovietica aveva ripreso l'offensiva generale nel settore meridionale del Fronte orientale con l'obiettivo di ottenere uno sfondamento decisivo e avanzare verso sud e sud-est per tagliare fuori tutte le forze tedesche del Gruppo d'armate Sud e del Gruppo d'armate A. Il feldmaresciallo Erich von Manstein, comandante del Gruppo d'armate Sud, aveva in parte previsto questo piano di offensiva sovietico e aveva ritenuto essenziale rafforzare la sua ala settentrionale, dove la 4. Panzerarmee del generale Erhard Raus, schierava le sue forze principali a protezione dell'importantissimo nodo di comunicazioni di Tarnopol sul fiume Seret.

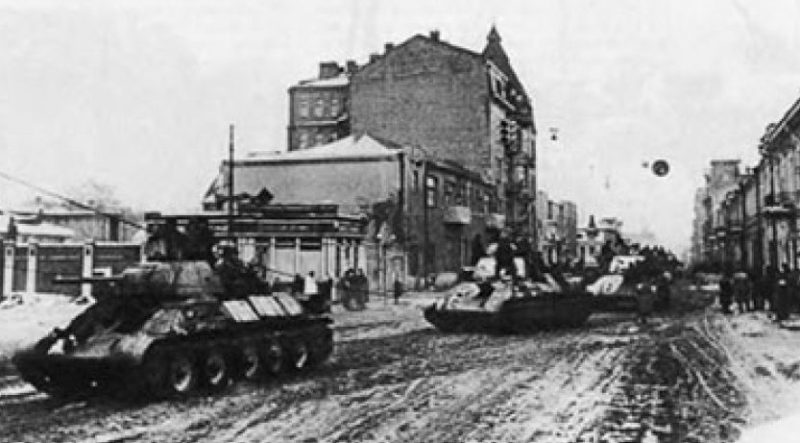
Colonna di carri armati T-34 sovietici durante l'offensiva Proskurov-Černovcy che portò all'accerchiamento di Tarnopol.

L'attacco sovietico del 1º Fronte ucraino al comando del maresciallo Georgij Žukov ebbe inizio il 4 marzo 1944 e fu diretto proprio contro il 59º Corpo d'armata tedesco che difendeva con due divisioni di fanteria il fronte a copertura delle vie di accesso per Tarnopol; le linee tedesche furono sfondate dopo aspra lotta e i carri armati sovietici iniziarono la manovra in profondità. Il generale Raus però poté concentrare le riserve del 48º Panzerkorps del generale Hermann Balck, 7. Panzerdivision e SS Panzerdivision "Leibstandarte Adolf Hitler", e contrattaccare, riuscendo a stabilizzare temporaneamente la situazione e fermando la spinta nemica verso Tarnopol che rimase in possesso dei tedeschi.
La situazione tattica dei tedeschi però rimaneva precaria e le truppe sovietiche, fanteria e carri armati, si avvicinarono a Tarnopol da est il 9 marzo; il 48º Panzerkorps fece intervenire la 357. Infanterie-Division al comando del generale Schreppfer con l'ordine di difendere la città e di coprire anche le vie di accesso a ovest per evitare un accerchiamento completo. Le truppe sovietiche si stavano avvicinando da sud e anche da ovest, minacciando di tagliare tutte le vie di comunicazione; il generale Schreppfer riteneva la situazione senza speranza e inevitabile abbandonare Tarnopol. Adolf Hitler al contrario aveva idee del tutto diverse; in linea con la sua teoria strategica dei cosiddetti "frangiflutti", egli riteneva essenziale difendere ad oltranza i centri di comunciazione più importanti per intralciare l'avanzata sovietica e distrarre grandi forze nemiche che avrebbero dovuto impegnarsi in un assedio prolungato. Hitler quindi il 10 marzo confermò i suoi ordini tassativi di resistenza e designò Tarnopol come "piazzaforte" (Festung Platz); inoltre il generale Schreppfer venne immediatamente destituito e sostituito prima dal colonnello von Schonfeld, e infine l'11 marzo dal generale Heinrich Kittel.
Le truppe tedesche della 357. Infanterie-Division quindi rimasero a Tarnopol e vennero anche rinforzate dai soldati della 359. Infanterie-Division; già nella notte del 10-11 marzo 1944 però la cosiddetta "piazzaforte" venne praticamente accerchiata dalle truppe sovietiche del 1° Fronte ucraino che proseguivano verso sud, sud-ovest e ovest l'offensiva Proskurov-Černovcy.

### Assedio e caduta della piazzaforte

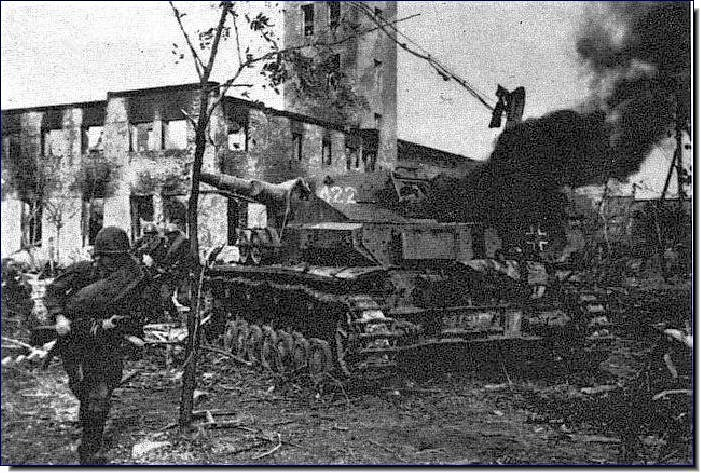
Sovietici in combattimento dentro Tarnopol.

La città di Tarmopol, attraversata dal Seret era un importante nodo di comunicazioni ma era priva di difese naturali e di solide fortificazioni; non era neppure disponibile un aeroporto per evenutali missioni di rifornimento per via aerea; la guarnigione tedesca del generale Kittel era numerosa, circa 4 600 soldati delle due divisioni di fanteria 357. e 359., ma carente di armamenti pesanti e artiglierie, le riserve di viveri e munizioni erano molto limitate. In queste condizioni sembrava molto difficile trasformare Tarnopol in una "fortezza" in grado di resistente per lungo tempo secondo i piani di Hitler.
Mentre continuava l'avanzata delle colonne corazzate dell'Armata Rossa verso sud, non intralciata affatto dalla presenza della "piazzaforte" di Tarnopol, la situazione tattica della guarnigione divenne sempre più difficile. La 60ª Armata sovietica del generale Ivan Danilovič Černjachovskij distaccò una parte delle sue forze per accerchiare completamente il debole presidio tedesco che venne totalmente circondato a partire dal 23 marzo 1944. Nel frattempo anche il generale Kittel era stato destituito dal comando che venne assunto il 22 marzo dal generale Egon von Neindorff che mostrò tenacia e decisione, cercando di resistere secondo gli ordini tassativi di Hitler. I sovietici erano impegnati in questa fase nella loro grande avanzata in profondità e dovevano anche contrastare la ritirata della 1. Panzerarmee del generale Hans Hube dalla sacca di Kamenec-Podol'skij, essi quindi dovettero ritardare l'attacco alla "piazzaforte" e impegnare solo forze limitate contro Tarnopol. 

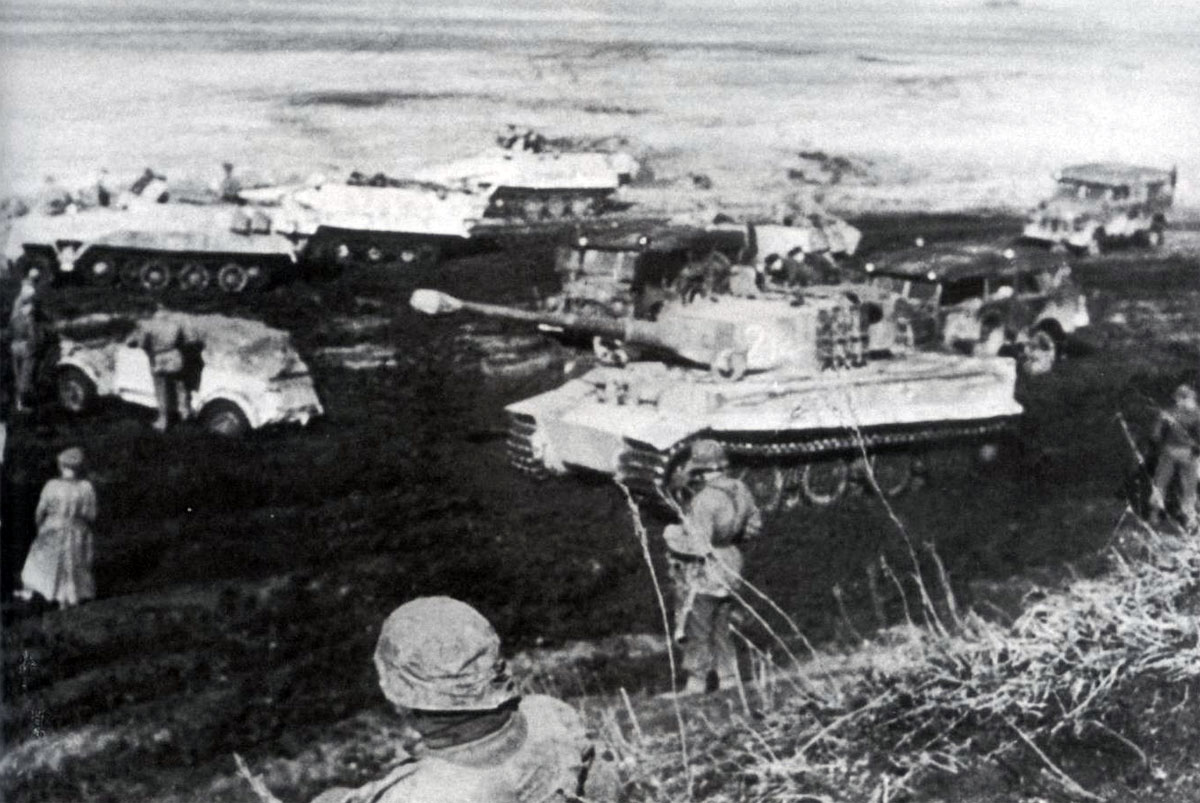
Reparto meccanizzato del II Panzerkorps-SS durante le operazioni per cercare di sbloccare Tarnopol.

Il 24 marzo iniziarono i primi attacchi al perimetro della piazzaforte e i tedeschi persero alcune posizioni; tre divisioni fucilieri sovietiche bloccarono tutte le vie di comunicazione della città. Hitler e l'altro comando tedesco erano decisi a difendere Tarnopol (proclamata da Hitler addirittura "la porta del Reich") e venne quindi rapidamente organizzato un raggruppamento mobile incaricato di accorrere in soccorso della "piazzaforte"; il cosiddetto Panzerverband Friebe, costituito da un battaglione di carri pesanti Panzer VI Tiger I e due battaglioni di panzergrenadier, al comando del colonnello Werner Friebe, fece il primo tentativo di liberare la guarnigione accerchiata nell'ultima settimana di marzo 1944. L'operazione tuttavia, organizzata in fretta e mal coordinata, si infranse presto contro la tenace resistenza dello sbarramento sovietico intorno alla città; le colonne di rifornimento rimasero molto indietro, mentre i carri armati avanzarono lentamente senza ottenere alcun risultato. La guarnigione di Tarnopol rimase accerchiata e in situazione sempre più precaria sotto il costante fuoco dell'artiglieria sovietica.
Di fronte alla coraggiosa resistenza della guarnigione assediata e ai tentativi delle forze meccanizzate tedesche di riprendere l'iniziativa sia a Tarnopol sia su tutto il fronte in Galizia dopo l'afflusso di riserve da occidente e l'assunzione del comando da parte del combattivo feldmaresciallo Walter Model, lo Stavka e il maresciallo Georgij Žukov, comandante del 1º Fronte ucraino, decisero di potenziare le forze impegnate nell'assedio e intensificare l'attacco alla piazzaforte per concludere la battaglia rapidamente. Intorno a Tarnopol l'Armata Rossa quindi concentrò il 15º Corpo fucilieri e il 94º Corpo fucilieri, rinforzati dai carri armati del 4º Corpo corazzato della Guardia.
Il feldmaresciallo Model era determinato a tentare nuovamente di sbloccare la guarnigione assediata, le cui capacità di resistenza si stavano rapidamente esaurendo sotto i continui attacchi sovietici; il 48º Panzerkorps del generale Hermann Balck ricevette quindi il compito di sferrare una seconda controffensiva verso Tarnopol, impiegando oltre ai carri pesanti del Panzerverband Friebe, anche la 9. SS-Panzer-Division "Hohenstaufen" del generale Wilhelm Bittrich, recentemente trasferita dalla Francia insieme all'intero II SS-Panzerkorps. Il generale Balck diede inizio al nuovo attacco all'alba del 11 aprile 1944 ed incontrò subito grandi difficoltà causate dalle caratteristiche del terreno, dal fango del disgelo e dalle ostinata resistenza delle truppe sovietiche dell'anello di accerchiamento.

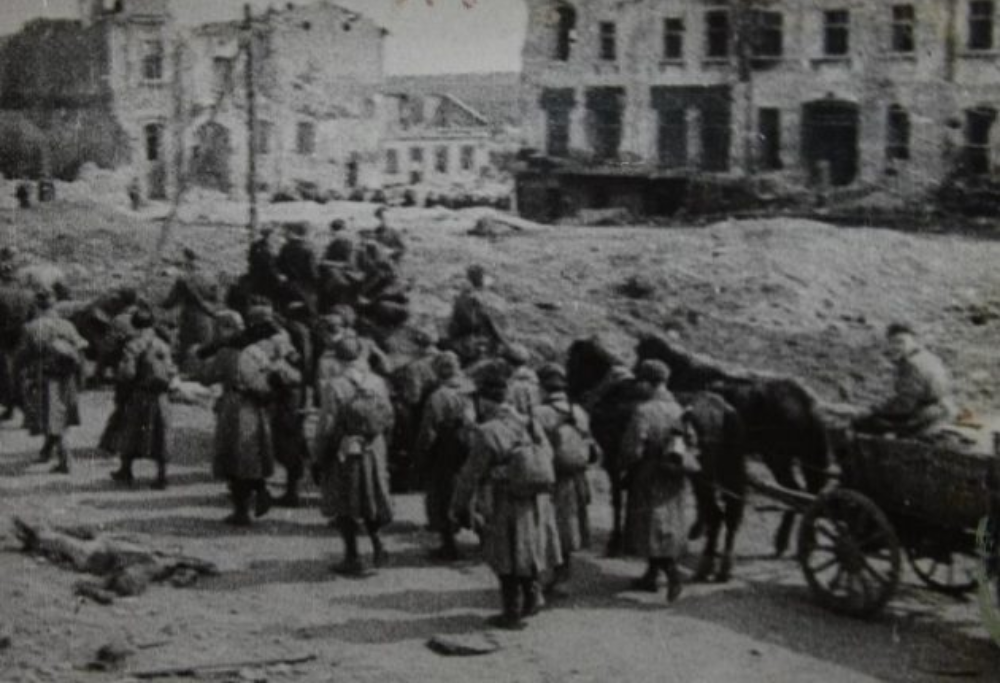
Soldati sovietici tra le rovine di Tarnopol liberata.

L'attacco della 9. SS "Hohenstaufen" si sviluppò lentamente; i sovietici combatterono accanitamente e contrattaccarono; nonostante l'intervento dei cacciabombardieri della Luftwaffe, fu necessario combattere duramente l'11 e il 12 aprile per costituire faticosamente una testa di ponte sul fiume Wosuszka. Solo il giorno 13 aprile, dopo altri scontri e molte perdite, i soldati tedeschi poterono costruire un ponte per il passaggio dei mezzi corazzati pesanti; il 14 aprile i carri armati della 9. SS "Hohenstaufen", rinforzati dai mezzi corazzati del Panzerverband Friebe, avanzarono finalmente fino a Chodaczokow Wielki, dopo aver superato una serie di trinceramenti sovietici. La cittadina venne conquistata il 15 aprile e i tedeschi, in mezzo al fango, cercarono di avvicinarsi a Tarnopol da sud-ovest e da nord, ma i sovietici riuscirono ancora una volta a bloccare la colonna di soccorso grazie all'intervento della 53ª Brigata corazzata e della 350ª Divisione fucilieri.

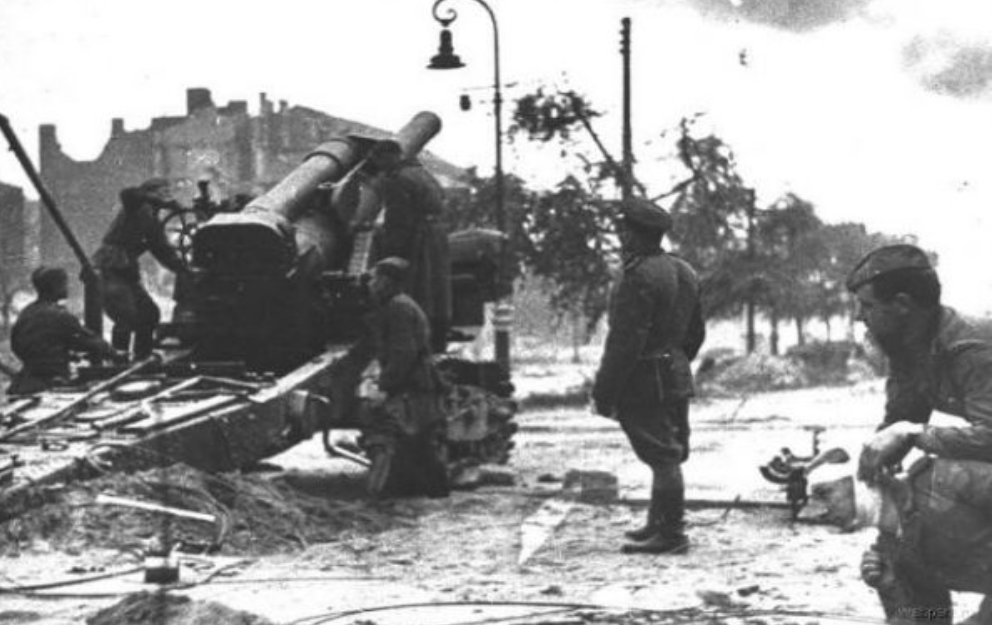
Artiglieria pesante sovietica da 203 mm in azione a Tarnopol.

La situazione a Tarnopol era ormai definitivamente precipitata e i sovietici stavano per vincere la battaglia contro la guarnigione della "piazzaforte". Il maresciallo Žukov aveva ulteriormente intensificato gli attacchi e la situazione della guarnigione era divenuta insostenibile; il 15 aprile il generale von Neindorf aveva deciso di tentare una sortita dalla piazzaforte cercando di ripiegare verso ovest ma, durante i combattimenti, egli cadde ucciso e venne sostituito dal colonnello von Schonfeld che cercò di portare in salvo i superstiti, ridotti a circa 1600 uomini schiacciati in un perimetro di circa un chilometro quadrato bersagliato dall'artiglieria sovietica. I fucilieri sovietici del 15º e del 94º Corpo, impegnati negli scontri all'interno dell'area urbanizzata, fecero grande uso dell'artiglieria e per la prima volta nella guerra ebbero anche il supporto ravvicinato dei semoventi pesanti SU-152 che vennero fatti intervenire dentro la città e si dimostrarono molto efficaci nei combattimenti; con la loro potenza di fuoco distrussero molti edifici della città vecchia, elimando i nuclei di resistenza tedeschi.
Nella notte del 15-16 aprile i tedeschi superstiti, divisi in due gruppi, iniziarono la sortita verso ovest e sud-ovest, mentre una piccola retroguardia di 200 soldati avrebbe cercato di trattenere i sovietici. La manovra non ebbe successo: un gruppo venne intercettato subito e distrutto completamente dai soldati sovietici, mentre il secondo, dopo aver subito altre perdite, si frazionò a sua volta in gruppi più piccoli di poche decine di uomini ciascuno per cercare di raggiungere isolatamente Chodaczokow Wielki. Quasi tutti i soldati tedeschi a Tarnopol vennero uccisi o catturati; su 4 600 soldati di guarnigione, le perdite tedesche furono di 4 545 uomini.
I sovietici quindi annientarono totalmente la guarnigione di Tarnopol entro il 17 aprile 1944, dopo combattimenti finali strada per strada, e inoltre contrattaccarono con i carri armati la colonna tedesca di soccorso sempre ferma a Chodaczokow Wielki. Il generale Balck dovette ordinare la ritirata dietro il fiume Strypa, mentre la 9. SS "Hohenstaufen", esausta dopo i duri combattimenti, venne messa in riserva. Tarnopol fu liberata dall'Armata Rossa, ma la città subì gravissimi danni a causa dei combattimenti.

### Bilancio e conclusioni

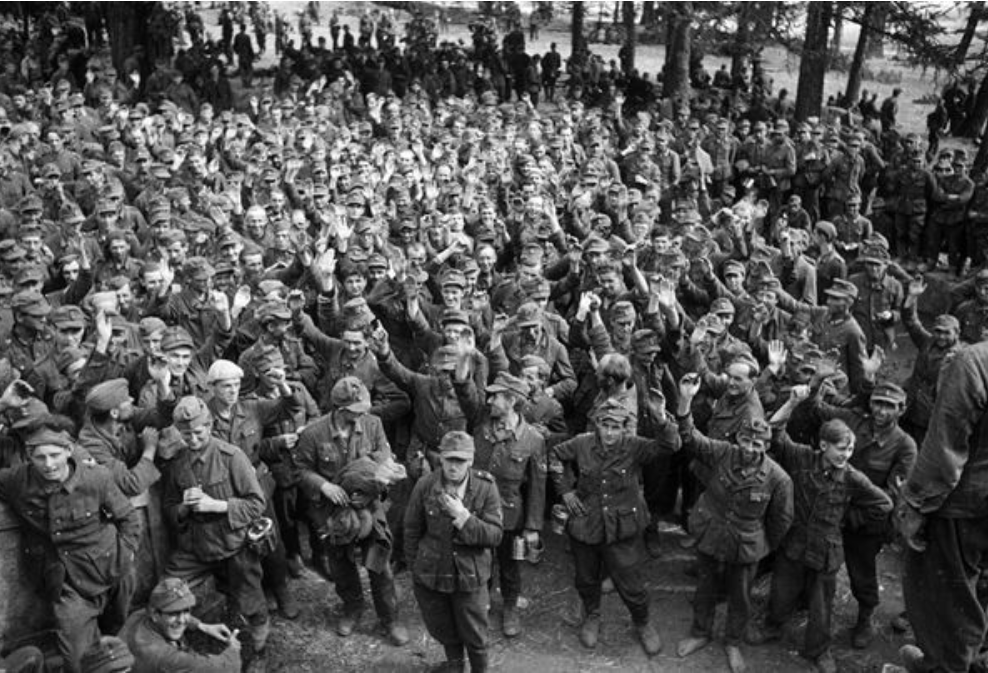
Prigionieri tedeschi della guarnigione di Tarnopol.

Nel quadro generale delle gigantesche campagne di guerra del Fronte orientale, la battaglia di Tarnopol, conclusasi con il totale annientamento della guarnigione e con la vittoria completa dell'Armata Rossa, ha un rilievo minimo e fa parte delle numerose "battaglie dimenticate" combattute all'est. La sua importanza storica risiede in primo luogo in quanto confermò l'indebolimento generale della Wehrmacht, le condizioni sempre più degradate dal punto di vista morale e materiale delle truppe, l'impossibilità anche per le migliori formazioni tedesche di risolvere situazioni tattiche sempre più difficili; il peggioramento delle qualità di comando da parte degli alti ufficiali. Inoltre la battaglia evidenziò le crescenti capacità di combattimento dell'Armata Rossa e la tenacia dei suoi soldati nelle rigide condizioni climatiche del fronte orientale.
La battaglia di Tarnopol inoltre costituì la prima applicazione pratica del concetto strategico ideato da Hitler nella sua direttiva del 8 marzo 1944 sui "frangiflutti" (Wellenbrecher); il Führer in questo documento ordinava la costituzione di una serie di "piazzeforti", scelte sulla base della loro importanza come nodo di comunicazione, che, difese da agguerrite guarnigioni comandate da ufficiali particolarmente determinati, avrebbero dovuto difendersi a oltranza, attirando ingenti forze sovietiche e rallentando l'avanzata del nemico. Nonostante la quasi generale ostilità degli alti ufficiali della Wehrmacht, queste disposizioni di Hilter vennero disciplinatamente applicate nella primavera ed estate 1944 con risultati disastrosi per i tedeschi.
Anche dopo la completa distruzione della guarnigione di Tarnopol che, dal punto di vista strategico, non portò alcun vantaggio all'esercito tedesco all'est, Hitler non cambiò affatto le sue decisioni; nel caso della fortezza di Kovel invece la teoria delle piazzeforti sembrò effettivamente avere un certo successo e la guarnigione tedesca venne sbloccata dall'intervento di una colonna corazzata tedesca. Di conseguenza nell'estate 1944 il Gruppo d'armate Centro organizzò una serie di "frangiflutti" su cui imperniare la difesa del suo lungo fronte in Bielorussia, esposto alla nuova, grande offensiva sovietica. Le città di Mogilev, Orša, Bobrujsk e Vicebsk vennero trasformate in piazzeforti e grandi guarnigioni furono organizzate per la loro difesa ad oltranza. Le conseguenze furono catastrofiche per la Wehrmacht; le colonne corazzate dell'Armata Rossa aggirarono agevolmente le piazzeforti e proseguirono in avanti senza ostacoli; le guarnigioni vennero accerchiate e sistematicamente distrutte con forti perdite di uomini e mezzi; i carri armati sovietici accerchiarono l'intero Gruppo d'Armate Centro, segnando una nuova drammatica tappa della sconfitta della Germania nazista sul Fronte orientale.